# Беклемишев, Александр Николаевич
Алекса́ндр Никола́евич Беклеми́шев, также Реджио (1820, неизвестно — 8 [21] октября 1908, Кривой Рог, Херсонская губерния) — российский театральный художник-декоратор. Отец скульптора В. А. Беклемишева.

## Биография
Родился в 1820 году. Отец, Николай Александрович Беклемишев — дворянин, землевладелец в Екатеринославской губернии.
Небогатый дворянин из старинного рода Беклемишевых. Служил в гвардии, гусарский полковник в отставке. 
Жил в Чугуеве, имел поместье в Екатеринославской губернии. В 30 лет женился на дочери помещика Николая Панова Клеопатре, обзавёлся детьми.
В 1872 году переехал в Харьков, чтобы дать сыну Владимиру образование. Стал фигурантом криминального дела о подделке казначейских бумаг на 70 000 рублей (Дело o подделке серий), как соучастник был осуждён на четыре года каторжных работ, лишён прав на владения. Ссылку отбывал в Иркутской губернии. С 1 марта 1875 по 1 марта 1876 года служил в Иркутском городском театре декоратором и машинистом.
По окончании ссылки уехал в Италию, где принял итальянское подданство и сменил фамилию на Реджио.

Беклемишев пользовался известностью на юге России как талантливый декоратор под фамилией «Реджио». Фамилию «Реджио» Беклемишев купил в Италии с гражданством и подданством после возвращения из ссылки в Сибирь.
— Из воспоминаний художника М. А. Рутченко-Короткоручко.
В начале 1880-х годов вернулся в Россию, работал художником-декоратором на юге России: в Киевском оперном театре, в Тифлисском городском театре. С конца 1880-х годов до 1905 года работал главным декоратором в Одесском городском театре. В 1890-е годы оформлял декорации для спектаклей театра Соловцова в Киеве.
В 1888—1892 годах жил в колонии русских художников в Риме.
В 1905 году завершил работу в театре и переехал к одному из сыновей в местечко Кривой Рог. В 1906 году совершил поездку по Италии, Германии и Франции.
Умер 8 (21) октября 1908 года в местечке Кривой Рог.

## Творческая деятельность
По воспоминаниям М. В. Нестерова, был поклонником античности, приверженцем итальянского классического искусства.
Участвовал в выставках ТЮРХ: на V и VI выставках (1894, 1895) выставлял эскизы декораций и картину «Малороссийская свадьба», весенней 1897.
Работы художника хранятся в ряде музейных коллекций: музее Ханенко, Николаевском областном художественном музее имени В. В. Верещагина.

### Основные произведения
- Портрет молодого человека (Николаевский музей имени Верещагина);
- Малороссийская свадьба;
- Городской пейзаж (эскиз к театральной декорации)[6].

## Память
- О судьбе художника писал Александр Амфитеатров в статье «Александр Николаевич Реджио» (сборник «Тризны», Санкт-Петербург, 1909)[7].